# NGC 6930
NGC 6930 is een balkspiraalstelsel in het sterrenbeeld Dolfijn. Het hemelobject werd op 15 augustus 1863 ontdekt door de Duitse astronoom Albert Marth.

## Synoniemen
- IC 1326
- UGC 11590
- MCG 2-52-18
- ZWG 424.22
- IRAS 20305+0942
- PGC 64935